# 알티콜라속
알티콜라속 또는 중앙아시아고산밭쥐속(Alticola)은 비단털쥐과에 속하는 설치류 속의 하나이다. 중앙아시아에서 발견되는 12종을 포함하고 있다.

## 하위 종
| - 흰꼬리고산밭쥐 (A. albicaudus) - 은색고산밭쥐 (A. argentatus) - 고비알타이고산밭쥐 (A. barakshin) - 레밍밭쥐 (A. lemminus) - 큰귀밭쥐 (A. macrotis) - 중앙카슈미르밭쥐 (A. montosa) | - 바이칼호고산밭쥐 (A. olchonensis) - 로일고산밭쥐 (A. roylei) - 몽골은색밭쥐 (A. semicanus) - 스톨리츠카고산밭쥐 (A. stoliczkanus) - 납작머리밭쥐 (A. strelzowi) - 투바은색밭쥐 (A. tuvinicus) |